# Redoute van Oorderen
De Redoute van Oorderen, ook bekend als de Schans van Oorderen of Dijkfort van Oorderen, was een verdedigingswerk dat deel uitmaakte van de Vesting Antwerpen. De oprichting ervan werd in 1878 gestart toen minister van Oorlog Séraphin Thiebault een wetsvoorstel indiende voor een voorliggende buitenlinie van 4 forten en 16 kleinere forten en schansen. De Redoute van Oorderen was er eentje van. De uitvoering van het voorstel sleepte lang aan zodat de redoute pas in 1888 klaar was. Zoals te naam al doet vermoeden lag de schans nabij het verdwenen polderdorp Oorderen.
De schans was volledig uit beton vervaardigd en lag in een strategisch belangrijke plaats. Indien nodig konden de polders rondom de schans onder water gezet worden. Dit stond bekend als de Noordinundantie.
De bewapening bestond uit een gepantserde koepel met twee kanonnen van 15 cm (gemaakt door Creusot en Vande Kerkhove).
Tegenwoordig bestaat de redoute niet meer. Het verdween voorgoed onder het zand met de uitbreiding van de haven van Antwerpen.